# Jet Jurgensmeyer
Jet Jurgensmeyer (Nashville, 2004. november 27. –) amerikai színész. 
Legismertebb alakítása Bobby Anderson a 2016-os Két bébiszitter kalandjai című filmben. Szerepelt a A titkos templom legendái című filmben is.

## Fiatalkora és pályafutása
A Tennessee állambeli Nashville-ben született, ahol a szüleinek egy élő zenés étterme van.
2012-ben szerepelt a Kis gézengúzok nagy napja című filmben. 2016-ban szerepelt a Disney Channel Két bébiszitter kalandjai című filmjében, Bobby-t játszva. Ugyanebben az évben Jurgensmeyer szerepelt a Nickelodeon A titkos templom legendái című televíziós filmjében.
2018 óta Boyd Baxtert alakítja a Fox Last Man Standing című vígjátéksorozatban.
2019 óta szinkronizál a Disney TOTS című sorozatban.

## Filmográfia

### Filmek
| Év   | Magyar cím                    | Eredeti cím                     | Szerep                | Magyar hang        |
| ---- | ----------------------------- | ------------------------------- | --------------------- | ------------------ |
| 2018 |                               | Babysitter's Nightmare          | Toby Andrews          |                    |
| 2018 | Az új generáció               | Next Gen                        | Junior                | Baráth István      |
| 2017 | Hé, Arnold! – A Dzsungel film | Hey Arnold!: The Jungle Movie   | Stinky (hang)         | Markovics Tamás    |
| 2017 | Ferdinánd                     | Ferdinand                       | Guapo fiatalon (hang) | Sándor Barnabás    |
| 2016 | A titkos templom legendái     | Legends of the Hidden Temple    | Dudley                | Takács Botond      |
| 2016 | Két bébiszitter kalandjai     | Adventures in Babysitting       | Bobby Anderson        | Pál Dániel Máté    |
| 2015 | A futball hite                | Woodlawn                        | Todd                  | Berecz Kristóf Uwe |
| 2014 | Amerikai mesterlövész         | American Sniper                 | Colton barátja        |                    |
| 2014 |                               | A Belle for Christmas           | Elliot Barrows        |                    |
| 2014 | Kis gézengúzok nagy napja     | The Little Rascals Save the Day | Spanky                | Boldog Gábor       |
| 2013 |                               | Changing Seasons                | Bryce                 |                    |
| 2013 |                               | Last Rights the Series          | Concord               |                    |
| 2013 | Ördöglakat                    | Devil's Knot                    | Stevie Branch         |                    |
| 2013 |                               | Cold Turkey                     | Cypress               |                    |
| 2012 |                               | Bad Girls                       | Aiden                 |                    |
| 2012 |                               | Lukewarm                        | Luke fiatalon         |                    |
| 2010 | Fekete-fehér blues            | Redemption Road                 | Jet                   |                    |

### Televíziós szerepek
| Év        | Magyar cím                           | Eredeti cím                    | Szerep                        | Megjegyzések                                                 |
| --------- | ------------------------------------ | ------------------------------ | ----------------------------- | ------------------------------------------------------------ |
| 2019–     |                                      | T.O.T.S.                       | Pip (hang)                    | főszereplő                                                   |
| 2018–     |                                      | Last Man Standing              | Boyd Baxter                   | mellékszereplő                                               |
| 2017      | Will és Grace                        | Will & Grace                   | Skip                          | 1 epizód: Grandpa Jack                                       |
| 2017–2019 |                                      | The Stinky & Dirty Show        | Dirty (hang)                  | főszereplő                                                   |
| 2017      | Kutyapajtik                          | Puppy Dog Pals                 | Orby (hang)                   | mellékszereplő                                               |
| 2016      | Shimmer és Shine, a dzsinn testvérek | Shimmer and Shine              | Kaz (hang)                    | 5 epizód                                                     |
| 2013–2016 | Bubbi Guppik                         | Bubble Guppies                 | Nonny (hang)                  | főszerep magyar hangja Markovics Tamás                       |
| 2015      | Feketék fehéren                      | Black-ish                      | Caleb                         | 2 epizód                                                     |
| 2015      |                                      | Pickle and Peanut              | Dr. Pamplemousse (hang)       | 1 epizód: Cookie Racket/Busted Arm                           |
| 2014      | Ketten jegyben                       | Marry Me                       | Mason                         | 1 epizód: Scary Me                                           |
| 2014      | Vérmes négyes                        | Hot in Cleveland               | Anthony                       | 1 epizód: The Italian Job                                    |
| 2012      | Austin és Ally                       | Austin & Ally                  | Stevie                        | 1 epizód: Austin és Jessie és Ally és a sztárok szilvesztere |
| 2011–2012 | Oso különleges ügynök                | Special Agent Oso              | Gabriel / Aiden / Rudy (hang) | 3 epizód                                                     |
| 2011      | A Grace klinika                      | Grey's Anatomy                 | Jack Hobart                   | 1 epizód: Felügyelet nélkül                                  |
| 2010      | CSI: A helyszínelők                  | CSI: Crime Scene Investigation | Conner Wilson                 | 1 epizód: Elveszve és megtalálva                             |